# Christiane Labiesse
Christiane Labiesse, née en 1942, est une anthropologue française, docteure en anthropologie et en sciences de l'information et de la communication, spécialiste des études tibétaines. 

## Biographie
Christiane Labiesse, née en 1942, est titulaire d'un doctorat en Lettres soutenu en 1997 à l'Université de Provence Aix-Marseille I sous la direction de Georges Ravis-Giordani. Sa thèse, intitulée Éducation et culture : le système éducatif des enfants réfugiés tibétains vivant au Népal, analyse le rôle de l'éducation dans la transmission de la culture tibétaine auprès des enfants tibétains réfugiés au Népal.   
Elle a séjourné à plusieurs reprises dans les villages de réfugiés tibétains au Népal et en Inde du nord.
Elle est titulaire d'un doctorat en sciences de l'information et de la communication soutenu en 2008 à l'Université Toulouse Jean Jaurès sous la direction de Marlène Coulomb-Gully et Delphine Chartier. Sa thèse, intitulée Tibetan Review : étude des dispositifs communicationnels, se base sur l'analyse de près de 100 éditoriaux du magazine. 

## Ouvrages
- 1993: Le cycle traditionnel de la vie in Tibet, l´envers du décor, Olivier Moulin,  Editions Olizane.
- 1997 : Education et culture : le système éducatif des enfants réfugiés tibétains vivant au Népal,  Édition: Aix-en-Provence.  (en) Education and culture: the educational system of Tibetan refugees' children living in Nepal, Éditeur	Marseille 1
- 2010 : La presse diasporique: Une étude de cas: la Tibetan Review, Editions universitaires europeennes,  (ISBN 6131506140)

## Articles
- (en) The paradox of Tibetan education in exile,  Tibetan Review, August (1995)
- L'école de l'exil, Revue française de pédagogie, Nº 121, octobre-décembre 1997
- (en) Tibetan Review: Shaping ideas in an evolving democratic society—I, Tibetan Review, December (2002)
- (en) Tibetan Review: Shaping ideas in an evolving democratic society—II, Tibetan Review, January (2003)